# Hine Ma Tov
 (avril 2025).
Hine Ma Tov (hébreu : הִנֵּה מַה טוֹב) est un hymne juif traditionnellement chanté lors du Shabbat.

## Origines
Ses paroles sont tirées du Psaume 133 (132), traduites par la New Jewish Publication Society of America Tanakh comme "Oui, il est bon, il est doux pour des frères de vivre ensemble et d'être unis". 

## Paroles et transcription
| Traduction française                             | Transcription             | Hébreu              |
| ------------------------------------------------ | ------------------------- | ------------------- |
| Oui, il est bon, il est doux                     | Hinneh mah tov umah na'im | הִנֵּה מַה טוֹב וּמַה נָּעִים |
| Pour des frères de vivre ensemble et d'être unis | Shevet achim gam yachad   | שֶׁבֶת אָחִים גַּם יַחַד     |

## Popularité
Hine Ma Tov continue d'exister en tant qu'hymne populaire pour de nombreuses danses folkloriques israéliennes, et est un chant fréquemment interprété par les écoliers ainsi que certains groupes de scout juifs et israéliens. Il fut enregistré par des artistes aussi divers que Theodore Bikel, The Weavers, Dalida, Ishtar, les Miami Boys Choir, Joshua Aaron, ainsi que les Abayudaya d'Ouganda. Harry Belafonte enregistra une version sur son album Belafonte Returns to Carnegie Hall, sorti en 1960. Le groupe de rock Spirit enregistra une adaptation originale pour son troisième album studio, The Family That Plays Together, intitulée "Jewish" ("Juif"). 

### Version des Miami Boys Choir
Une version de Hine Ma Tov fût arrangée par Yerachmiel Begun, le chef des Miami Boys Choir. Silvio Berlfein réalisa la chorégraphie. 

### Dans la culture populaire
Dans le téléfilm Raid sur Entebbe, Yonathan Netanyahu et Sammy Berg dirigent les troupes israéliennes en chantant le refrain tandis que l'avion des troupes s'apprête à récupérer des otages. Il est également diffusé dans le générique de fin. Le chant figure également dans le film Europa Europa où les paroles se traduisent par "Qu'il est bon d'être assis, entouré de tous tes frères".